# Prairie-Masker

Funktionsprinzipien von Prairie/Masker

Das Prairie-Masker-System wird bei militärischen Schiffen eingesetzt, um ihre abgestrahlten Geräusche zu vermindern. Dadurch wird ihre Ortung durch feindliches Sonar erschwert.
Das Prairie/Masker-System besteht aus zwei Komponenten, die für gewöhnlich nur zusammen eingesetzt werden:

## Prairie

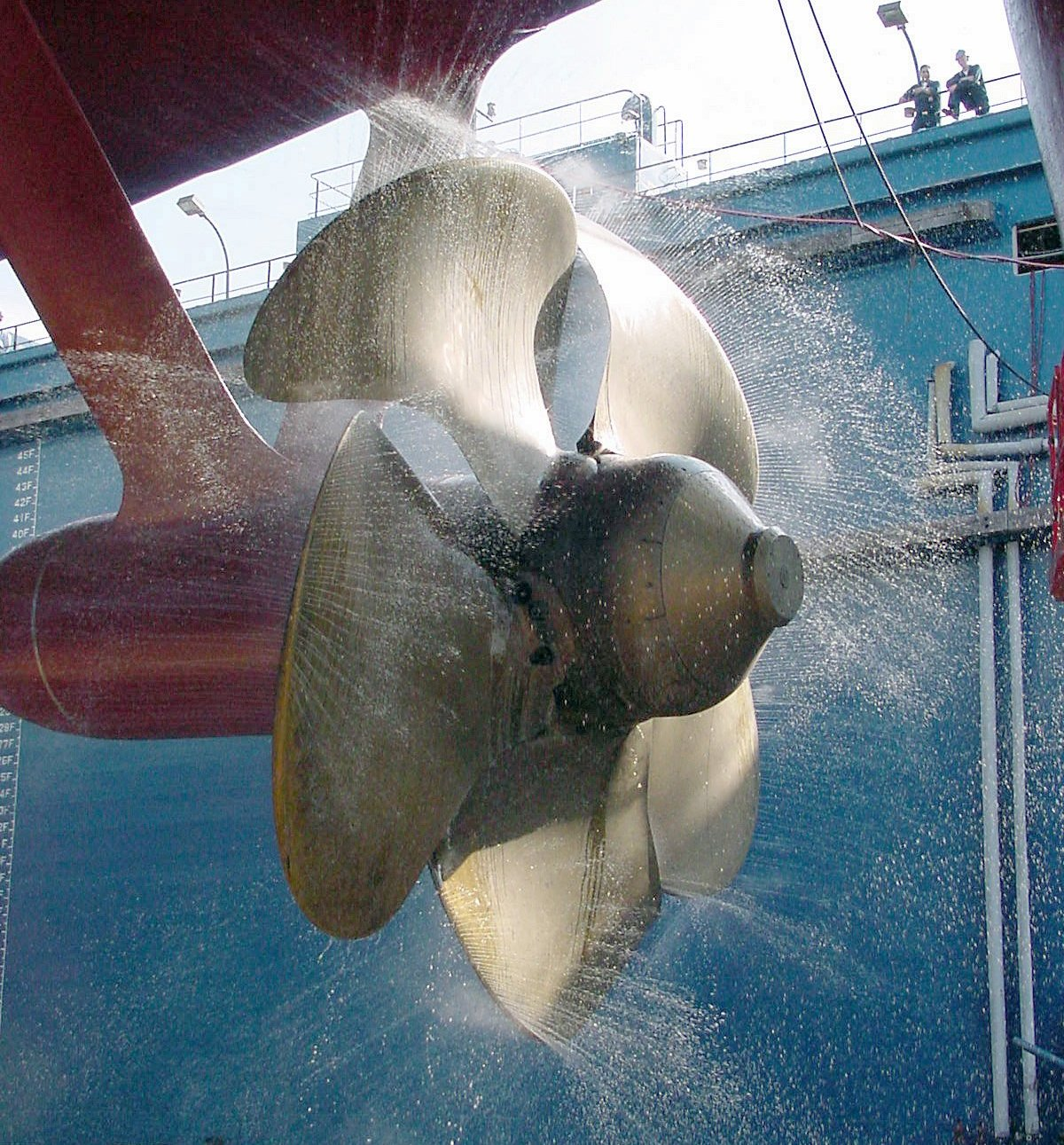
Foto eines Propellers der Winston S. Churchill mit aktiviertem Prairie

Die Prairie-Komponente erzeugt kleine Luftblasen am Propeller. Diese verändern und verringern die Geräuschkulisse des Schiffes. Außerdem wird so der Kavitation vorgebeugt, da der Druckabfall vermehrt in anwesenden elastischeren Luftblasen stattfinden kann und nach wieder erfolgtem Druckangleich diese nicht vollständig kollabieren.

## Masker
Die Masker-Komponente erzeugt mittels eines Kompressors viele kleine Luftblasen unter dem Schiffsrumpf, die durch eine Art Gürtel ausgestrahlt werden. Diese reflektieren den Schall, die Geräuschemission sinkt. Üblicherweise wird dieses System in der Nähe des Maschinenraums eingesetzt, wo die lautesten Geräusche entstehen. Ein Schiff so komplett zu isolieren ist keine Option, da auch das eigene Sonar das System nicht durchdringen kann (Ausnahme: Schleppsonar).

## Hintergrund
Die Schalldämpfung von Schiffen ist ein wichtiger Bestandteil der Reduzierung unerwünschter Geräusche, die die aktive und passive Unterwasserkriegsfähigkeit eines Marineschiffs erheblich einschränken und die Reichweite oder Wahrscheinlichkeit der Erkennung durch ein feindliches Schiff verringern können. Die US Navy unterhält ein Programm zur Schalldämpfung von Schiffen (Ship Silencing Program), um dieses Probleme anzugehen. Die Ziele des Ship Silencing Program sind eine Reduzierung des Eigengeräuschs des Sonars über den Frequenzbereich des passiven Sonars und die Reduzierung des Strahlungsgeräusches, um die Erkennung durch feindliche U-Boote zu verringern. Eigengeräusch ist das Geräusch, das von einem Schiff erzeugt wird und sich auf sein eigenes Sonar und seine Sensoren auswirkt. Strahlungsgeräusch ist das von einem Schiff erzeugte Geräusch, das sich auf die Sensoren anderer Schiffe auswirkt, insbesondere auf U-Boote. Die Masker-Prairie-Gegenmaßnahmen sind Schlüsselelemente in diesem Programm, um Strahlungsgeräusche und Eigengeräusche zu reduzieren, die nicht durch Kontrolle ihrer Quelle oder deren Übertragung zum Rumpf verringert werden können.
Die Verwendung von Luftblasen und ihre Auswirkungen auf die Ausbreitung von Schallwellen wurden im Zweiten Weltkrieg systematisch untersucht, um den Schall in der U-Boot-Kriegsführung zu verstehen. In den Vereinigten Staaten wurden diese Forschungsanstrengungen vom National Defense Research Committee (NDRC) geleitet und von verschiedenen Laboren der US Navy durchgeführt. Die Fortschritte, die bei dieser Forschung erzielt wurden, wurden 1946 in The Physics of Sound in the Sea veröffentlicht. Die Ergebnisse dieser Studie, die für diese Diskussion am relevantesten sind, sind in Teil IV des Acoustic Properties of Wakes zu finden.
Die Verwendung von Blasenschleier hat eine weit verbreitete Anwendbarkeit bei der Reduzierung von Geräuschen oder der schädlichen Wirkung von Stoßwellen in einer Vielzahl von Branchen gefunden: von Unterwasserstrahlen über Rammarbeiten bis hin zur explosiven Metallumformung.

## Anwendungen
Das Prairie-Masker System wird zumindest von der United States Navy bei vielen Überwasserschiffen eingesetzt, z. B. Zerstörern und Kreuzern. Das System ist auch ein wichtiger Bestandteil bei der U-Jagd.